# Cecil Lolo
Cecil Sonwabile Lolo (Khayelitsha, 11 maart 1988 – aldaar, 25 oktober 2015) was een Zuid-Afrikaans voetballer die bij voorkeur als rechtervleugelverdediger speelde. In 2009 maakte hij vanuit de jeugdopleiding de overstap naar de eerste selectie van Ajax Cape Town, dat hem in het seizoen 2009/10 verhuurde aan Ikapa Sporting.

## Carrière
Op 27 augustus 2010 maakte Lolo in de met 2–0 gewonnen wedstrijd tegen Bloemfontein Celtic zijn debuut voor Ajax Cape Town.

## Overlijden
Op zondagochtend 25 oktober 2015 verongelukte Lolo bij een verkeersongeval.